# Сисой Великий (святой)
Сисой Великий (Сысой, копт. ⲁⲡⲁ ϫⲓϫⲱⲓ; † 429) — христианский святой, монах-отшельник, последователь Антония Великого. Память в Православной церкви совершается 6 июля (по юлианскому календарю).

## Биография
По происхождению Сисой был коптом, жил в Египетской пустыне в пещере, в которой до него проживал преподобный Антоний. Согласно житию, Сисой учил смирению и надежде на милосердие Бога. Так, на вопрос, достаточно ли года на покаяние впадшему в грех монаху, Сисой ответил: «Я верую в милосердие Человеколюбца Бога, и если человек покается всей душой, то Бог примет его покаяние в течение трёх дней».
Житие сообщает о чудотворениях Сисоя, в том числе о воскрешении им умершего:

Шёл один мирянин со своим сыном к авве Сисою в гору аввы Антония. На пути сын его умер. Отец не смутился, но с верой принёс его к старцу и пал перед ним, держа сына, будто кланяясь ему, чтобы получить благословение. Затем отец встал, оставив сына у ног старца, и вышел из кельи. Старец, думая, что сын ещё кланяется ему, говорит отроку: «Встань и выйди вон». Умерший тотчас встал и вышел. Отец, увидев его, изумился. Вернувшись к старцу, он поклонился ему и рассказал, в чём дело. Старец, выслушав, опечалился, ибо не хотел этого. Ученик же его запретил мирянину рассказывать об этом до самой смерти старца.

Скончался авва Сисой в 429 году в окружении своих учеников.

## Память
В честь Сисоя Великого (точнее, дня его памяти — 6 июля по церковному календарю, в который была одержана победа в Гогландском сражении) было названо несколько кораблей Российского императорского флота:
- Сысой Великий (линейный корабль, 1788)
- Сысой Великий (линейный корабль, 1822)
- Сысой Великий (линейный корабль, 1849), позднее переоборудован во фрегат.
- Сисой Великий (броненосец) (1896—1905) — броненосец, входивший в состав Второй Тихоокеанской эскадры, погиб в Цусимском сражении